# Anders Johansen (zoolog)
Anders Cornelius Jacob Johansen, född 3 juli 1867, död 13 mars 1931, var en dansk zoolog och fiskeriman.
Anders Johansen blev filosofie doktor 1904, 1902 assistent och 1926 direktör för Dansk biologisk Station. Han var från 1909 medlem av Danmarks kommission för havsundersökningar. Johansen utgav ett stort antal värdefulla skrifter rörande ett flertal fiskslag, grundliga och strängt vetenskapliga men med sikte på att nå praktiska resultat för fisket. Bland annat påvisade han, att Östersjön har ett eget rödspättebestånd, och ledde omfattande överflyttningar av rödspättor från Jyllands västkust till de inre danska farvattnen och till Doggersbank. Johansen var även intresserad av att söka göra förutsägelser röande utsikterna för fisket. En del av Johansens arbeten rörde faunistiska frågor och Danmarks fossila mollusker.